# 代王 (拓跋普根の子)
五胡十六国時代の代国第3代の代王（生没：316年、在位：316年）は、第2代の代王拓跋普根の子である。諱、諡号、廟号とも伝わっていない。
316年、代王普根の子として生まれた。その後間もなく普根が逝去したため、祖母の惟氏により代王に立てられたが、同年12月に夭折した。

## 参考資料
- 『魏書』（帝紀第一）